# Sebastián Borensztein
Sebastián Borensztein (Buenos Aires, 22 d'abril de 1963) és un guionista i director de cinema argentí. És fill de Tato Bores.

## Biografia
Sebastián Borensztein és diplomat de la carrera de Ciències de la Comunicació, a la Universitat del Salvador, i format com a director de actoré a l'escola d'Augusto Fernandes. És el responsable del guió i la direcció de gairebé tots els seus projectes, i va ser pioner en la realització d'unitaris per a televisió amb tractament cinematogràfic.
Els seus començaments van ser com a creatiu publicitari a mitjan 80's, en agències com David Rato, McCann-Erickson, Ortiz Scopesi, Ogilvy i Lintas Colonesse.
Després de la seva etapa com a creatiu d'agències, va venir el seu treball com a guionista productor i director del seu propi pare, l'actor còmic Tato Bores entre 1988 i 1994, amb el qual va obtenir nombrosos premis Martín Fierro com a guionista i director a nivell nacional, i a nivell internacional, el premi Ondas atorgat per la cadena Ser d'Espanya, com un dels cinc millors programes de TV de parla hispana.
Amb posterioritat d'aquella etapa d'humor, va crear la minisèrie de terror El garante per la qual va obtenir elogis de la crítica, quatre premis Martín Fierro, inclòs el de millor director, els premis Fund TV i Broad Casting, una nominació als premis Emmy, i el premi Argentores de l'Asociación Argentina de Autores.
En 2001 va ser distingit amb el premi Konex com un dels cinc millors directors de televisió de la dècada i per aquest temps havia creat la consagrada sèrie d'unitaris de suspens en temps real anomenada Tiempo final emesa a l'Argentina per Telefe durant els anys 2000, 2001 i 2002 i que actualment s'emet en més de 50 països havent estat el 2008 nominada Finalista al premi Emmy.
En 2005 va concentrar la seva carrera al cinema, tant en llargmetratges com en cinema publicitari. La seva òpera prima La suerte está echada (2005) de la qual és guionista i director, li va valer diversos premis internacionals, entre ells, el premi Descobriment de la Crítica Francesa, en el Festival de Cinema Llatí de Tolosa (2006), el premi Rail D'Oc atorgat pel mateix festival, el premi al Millor Guió en el Festival de Cinema Llatí de Trieste, i el premi del Público en el mateix festival.
El seu segon llargmetratge anomenat Sin memoria, escrit amb Benjamin Odell, i produït per Benjamín Odell i James McNamara per Lionsgate i Televisa, s'estrena a Mèxic. El seu tercer llargmetratge, Un cuento chino, protagonitzat per Ricardo Darín, i produït per Pampa films, fou estrenat a l'Argentina el 24 de març de 2011. Va guanyar el Goya a la millor pel·lícula estrangera de parla hispana. Vuit anys després, va tornar a guanyar el mateix premi amb La odisea de los giles.
Borensztein és autor de la cançó de 1992 Mi vieja; que fou popularitzada pel guitarrista de blues, rock i heavy metal Pappo.

## Filmografia

### Cinema
Director i Guionista
- La suerte está echada (2005)
- Sin memoria (2010)
- Un cuento chino (2011)
- Kóblic (2016)
- La odisea de los giles (2019)

Actor
- Chicos ricos (2000)

### Televisió
Guionista
- Tato, la Leyenda continua (1991)
- Tato de América (1992)
- El Garante (1997)
- La condena de Gabriel Doyle (1998)
- Tiempo final (2000)
- Malandras (2003)

Director
- Tato, la Leyenda continua (1991)
- Tato de América (1992)
- Cha Cha Cha (1995)
- El Garante (1997)
- La condena de Gabriel Doyle (1998)
- La Argentina de Tato (1999)
- Tiempo final (2000)

## Premis
Premis Martín Fierro
| Any  | Categoria                   | Programa                  | Resultat  |
| ---- | --------------------------- | ------------------------- | --------- |
| 1991 | Millor autor i/o libretista | Tato, la Leyenda contínua | Nominat   |
| 1992 | Millor director             | Tato de América           | Guanyador |
| 1993 | Millor autor / libretista   | Tato de América           | Nominat   |
| 1997 | Millo director              | El Garante                | Guanyador |
| 2000 | Millor director             | Tiempo final              | Nominat   |
| 2001 | Millor director             | Tiempo final              | Guanyador |

Premis Konex
- Premi Konex - Diploma al Mèrit 2011: Director de Televisió
- Premi Konex - Diploma al Mèrit 2001: Director de Televisió

Premis Goya
- Millor pel·lícula iberoamericana, 2023 (26a edició dels Premis Goya)
- Millor pel·lícula iberoamericana, 2020 (34a edició dels Premis Goya)[5]